# Make To Order
Make to order (MTO), o fabricación por pedido, es un sistema de fabricación.
Junto con MTS, ATO y ETO un tipo de sistema de manufactura. 
MTO representa un escenario de una empresa de manufactura que produce determinado artículo  por pedido. Se diferencia de ATO (Assembly To Order) en que el artículo es total o parcialmente producido por la empresa (no sólo ensamblado). Por ejemplo, para extraer petróleo de las profundidades marinas se necesitan tubos metálicos especiales, que son producidos "por pedido" estricto de las compañías petroleras. 
Este sistema se diferencia de ETO, en que el diseño ya está hecho, y no se trata de una solución particular a un problema del cliente.
- Datos: Q1003004